# Johann von Sax
Johann von Sax (* um 1365; † 1427 in Castrisch) war ein Schweizer Freiherr und Graf. 

## Leben
Johann war Sohn des Freiherrn Kaspar von Sax und dessen Ehefrau Elisabeth von Rhäzüns, Bruder des Albert von Sax. Er heiratete Katharina von Werdenberg SG-Bludenz, Miterbin des Grafen Friedrich VII. von Toggenburg. Er war Freiherr und ab 1413 Graf. Zusammen mit seinen Brüdern Albert und Donato und seinem Cousin Gaspare war er Miteigentümer der Herrschaft Misox und mit seinen Brüdern allein der Herrschaften Ilanz, Foppa, Lumnezia, Vals GR, Castrisch und Flims. Ab 1413 blieb er ihr alleiniger Herr.
Als Herr von Bellinzona (1403–1419) beteiligte er sich 1424 an der Erneuerung und Erweiterung des Ilanzer Paktes, der seither als Grauer Bund bekannt ist.